# Émile Didier (peintre)
Pour l’article homonyme, voir Émile Didier.
Émile Didier né le 21 septembre 1890 à dans le 6e arrondissement de Lyon et mort le 20 juillet 1965 dans le 7e arrondissement de Lyon est un peintre et graveur français.

## Biographie
Émile Didier est le fils de Marie Zoé Didier, domestique. Il est né le 21 septembre et sa mère l'a reconnu le 27 novembre 1890. Il épouse Laurence Francia Boyet le 30 juin 1953 dans le 7e arrondissement de Lyon et y meurt 20 juillet 1965. 
De 1904 à 1910, étudiant à l'école des Beaux-Arts de Lyon dans la classe de Castex-Dégrange, il apprend la peinture de fleurs pour devenir dessinandier, c'est-à-dire dessinateur en soie. Pour gagner sa vie, il est metteur en carte, spécialiste du façonné.
Il participe à la Première Guerre mondiale avec le 140e régiment d'infanterie et est blessé le 27 août 1914. Rapatrié à Grenoble, il peut peindre et exposer son travail.
En 1919, il rentre à Lyon et y retrouve ses amis peintres. Ensemble, ils fondent le groupe des Ziniars. Il collabore aux revues Promenoir et Manomètre. 
Il dirige un cabinet de dessins dans un atelier de soierie. 
Il est l'oncle du peintre Marcel Saint-Jean (1914-1994) qu'il forme à la peinture. 

## Style
Émile Didier a une formation de peintre de fleurs, son activité professionnelle est dessinateur en soie. Il peint des paysages, des natures mortes, des figures. Influencé par le cubisme et par son ami Louis Thomas, il produit des tableaux et des gravures liés à l'Avant-Garde. Puis il revient à une peinture figurative se rapprochant du fauvisme.  

## Œuvres
Douze tableaux d'Émile Didier , dont un autoportrait de 1923, sont dans la collection du musée Paul-Dini, à Villefranche-sur-Saône
.
Le musée des Beaux-Arts de Lyon a acquis quatre toiles en 1953, 1959, 1974, dont les Baigneuses, exposées au Salon du Sud-Est en 1952.
Ses bois gravés sont présentés dans les numéros 2 et 3 de la revue Manomètre d'Émile Malespine qui défend le mouvement d'Avant-Garde à Lyon. 

## Expositions
- Salon d'Automne de Lyon jusqu'en 1923.
- Salon du Sud-Est jusqu'en 1965[11].
- Lyon et l’Art moderne au musée Paul-Dini à Villefranche-sur-Saône, du 14 octobre 2012 au 10 février 2013[12]